# Patanga japonica
Patanga japonica es una especie de saltamontes perteneciente a la familia Acrididae. Esta especie se encuentra en Japón, la península de Corea, Vietnam y China.